# 第168回天皇賞
第168回天皇賞は、2023年10月29日に東京競馬場で行われた競馬の競走である。
ワールド・ベスト・レースホース・ランキング世界1位に評され、GI4連勝としていたイクイノックスが本競走連覇を達成した。
また、騎乗したクリストフ・ルメールは第158回のレイデオロ、第160回・第162回のアーモンドアイ、前年の第166回の同馬で制して以来、5度目の本競走制覇となった。天覧競馬は2005年ヘヴンリーロマンス、2012年エイシンフラッシュ以来11年ぶり3回目となる（令和になってからは初の天覧競馬）

## 天覧競馬
天皇賞（秋）は1923年の旧競馬法制定から100周年を記念した「競馬法100周年記念競走」として開催。競馬博物館にて開催中の特別展と本競走観戦の為、第126代天皇・徳仁及び皇后雅子が行幸する天覧競馬として開催された。本競走の天覧競馬は2012年の第146回天皇賞（秋）以来11年ぶり、徳仁の東京競馬場への行幸は、皇太子時代の2014年・第81回東京優駿以来9年ぶりである。
東京競馬場ではテロ対策の為、全ての入場者に対して警視庁の警察官立ち会いのもとで手荷物検査が行われた。また従来からの新型コロナウイルス感染拡大防止対策となる、指定席・一般入場券を含め全席前売り券のみとする入場制限は継続する。

## 出走馬の状況
出走馬11頭中4頭がGI馬、10頭が重賞馬というメンバーになった。その中で2022年のクラシック世代の上位馬が古馬となってぶつかり合う構図が注目された。
イクイノックスは、本年のドバイシーマクラシック、宝塚記念を勝ち、GI4連勝とし、ワールド・ベスト・レースホース・ランキングで世界1位の評価を得ていた。また、前年の第166回天皇賞を制し、本競走連覇がかかっていた。
ドウデュースは前年のダービー馬で、本年の京都記念を勝ち、ドバイターフに出走する予定だったが、レース前日に左前肢の跛行が確認されたため、出走を取り消し、約7ヶ月の休養明けに本競走に参戦する。
他の古馬のGI馬からは、本年の阪神大賞典と天皇賞（春）を制し、天皇賞春秋制覇をかけているジャスティンパレスと、本年の大阪杯を制したジャックドールが出走を表明した。
その他重賞馬からは、本年の金鯱賞と札幌記念を制したプログノーシス、中山記念連覇を達成したヒシイグアス、前年の共同通信杯の勝ち馬であるダノンベルーガ等が出走を表明した。
また、本競走の優先出走権が得られるオールカマーを制したローシャムパークと毎日王冠を制したエルトンバローズ、京都大賞典を制したプラダリアの3頭は回避。本競走に出走する予定だったスターズオンアースも、調教中に右前脚の蹄に異常が判明したため回避した。

## 出走馬・枠順
2023年10月29日　第4回東京開催9日目　第11競走
コース
　芝2,000m（Bコース）
天気
　晴、馬場状態: 良、発走: 15時40分
| 枠番 | 馬番 | 競走馬名           | 性齢 | 騎手                 | 調教師     | 馬主                   | 単勝人気 | 単勝人気 | 馬体重 [kg] |
| 枠番 | 馬番 | 競走馬名           | 性齢 | 騎手                 | 調教師     | 馬主                   | 人気     | オッズ   | 馬体重 [kg] |
| ---- | ---- | ------------------ | ---- | -------------------- | ---------- | ---------------------- | -------- | -------- | ----------- |
| 1    | 1    | ノースブリッジ     | 牡5  | 岩田康誠             | 奥村武     | 井山登                 | 10       | 167.9    | 492         |
| 2    | 2    | エヒト             | 牡6  | 横山和生             | 森秀行     | 平井裕                 | 11       | 281.7    | 462         |
| 3    | 3    | ドウデュース       | 牡4  | 戸崎圭太             | 友道康夫   | （株）キーファーズ     | 2        | 4.3      | 512         |
| 4    | 4    | ダノンベルーガ     | 牡4  | ジョアン・モレイラ   | 堀宣行     | （株）ダノックス       | 4        | 14.0     | 500         |
| 5    | 5    | ガイアフォース     | 牡4  | 西村淳也             | 杉山晴紀   | KRジャパン             | 7        | 45.4     | 496         |
| 6    | 6    | ジャスティンパレス | 牡4  | 横山武史             | 杉山晴紀   | 三木正浩               | 6        | 35.1     | 468         |
| 6    | 7    | イクイノックス     | 牡4  | クリストフ・ルメール | 木村哲也   | （有）シルクレーシング | 1        | 1.3      | 494         |
| 7    | 8    | ヒシイグアス       | 牡7  | 松山弘平             | 堀宣行     | 阿部雅英               | 8        | 141.9    | 490         |
| 7    | 9    | プログノーシス     | 牡5  | 川田将雅             | 中内田充正 | （有）社台レースホース | 3        | 11.4     | 474         |
| 8    | 10   | ジャックドール     | 牡5  | 藤岡佑介             | 藤岡健一   | 前原敏行               | 5        | 15.2     | 506         |
| 8    | 11   | アドマイヤハダル   | 牡5  | 菅原明良             | 大久保龍志 | 近藤旬子               | 9        | 160.0    | 484         |

- 西村淳也は天皇賞初騎乗。
- ブラジルから短期免許で参戦中のジョアン・モレイラは5年ぶりの天皇賞騎乗。
- 当初ドウデュースに騎乗予定だった武豊は5レースの2歳新馬戦後、検量室前で騎乗馬に右足を蹴られ負傷した為、戸崎圭太に騎乗変更となった[8]。

## 展開
スタートでは6番ジャスティンパレス、9番プログノーシスがやや出負けし、後方からのレースとなった。ガイアフォースとジャックドールがハナを争うが、外枠から果敢に行ったジャックドールの逃げとなった。好スタートを切ったイクイノックスは前から3番手を確保し、それを見る形で1馬身後方にノースブリッジ、ドウデュース、ヒシイグアスが追走。約1.5馬身後方にエヒト、アドマイヤハダル、ダノンベルーガ、そのさらに3馬身後方にジャスティンパレス、プログノーシスが位置取ることとなった。
ジャックドールは最初の1000mを57.7のハイペースで飛ばすが、ガイアフォース、イクイノックスの先行陣がそれぞれ約1馬身差、約3馬身差での追走をしたため、後続もハイペースに関わらず馬群が大きく開くことはなかった。3-4コーナーで最後方のプログノーシスが進出を開始し、全馬ほぼ一団で直線に向いた。
直線に入り、一杯になったジャックドールに代わりガイアフォースが先頭に立つ。後続にムチが入る中イクイノックスは持ったままの手応えでガイアフォースに並び、残り300mで鞍上が追い出しムチが入ると一気に抜け出した。ダノンベルーガ、プログノーシス、ジャスティンパレスが必死に追い縋るが、先頭を捉えるには至らない。そのままイクイノックスは大外から追い込んだジャスティンパレスに2.1/2馬身差をつけて優勝。勝ちタイム1:55.2は従来の記録を0.9秒更新するJRAレコードであった。3着にはプログノーシス、4着はアタマ差でダノンベルーガ、5着には直線粘ったガイアフォースが入線。2番人気ドウデュースは直線伸びず7着に敗れた。

## 結果・払戻金

### 順位表
※ netkeibaの競馬データベースに基づく。
| 着順 | 枠番 | 馬番 | 馬名               | 騎手                 | タイム  | 上3F | 着差 （馬身） |
| ---- | ---- | ---- | ------------------ | -------------------- | ------- | ---- | ------------- |
| 1    | 6    | 7    | イクイノックス     | クリストフ・ルメール | R1:55.2 | 34.2 | ―             |
| 2    | 6    | 6    | ジャスティンパレス | 横山武史             | 1:55.6  | 33.7 | 2.1/2         |
| 3    | 7    | 9    | プログノーシス     | 川田将雅             | 1:55.8  | 33.9 | 1.1/4         |
| 4    | 4    | 4    | ダノンベルーガ     | ジョアン・モレイラ   | 1:55.8  | 34.3 | アタマ        |
| 5    | 5    | 5    | ガイアフォース     | 西村淳也             | 1:56.2  | 35.5 | 2.1/2         |
| 6    | 8    | 11   | アドマイヤハダル   | 菅原明良             | 1:56.5  | 35.0 | 1.1/2         |
| 7    | 3    | 3    | ドウデュース       | 戸崎圭太             | 1:56.6  | 35.3 | 1/2           |
| 8    | 2    | 2    | エヒト             | 横山和生             | 1:57.4  | 35.7 | 5             |
| 9    | 7    | 8    | ヒシイグアス       | 松山弘平             | 1:57.6  | 36.3 | 1.1/2         |
| 10   | 1    | 1    | ノースブリッジ     | 岩田康誠             | 1:58.0  | 36.7 | 2.1/2         |
| 11   | 8    | 10   | ジャックドール     | 藤岡佑介             | 1:58.4  | 37.9 | 2.1/2         |

### 払戻金
|        | 馬番／枠番 | 人気 | 金額（円） |
| ------ | ---------- | ---- | ---------- |
| 単勝   | 7          | 1    | 130        |
| 複勝   | 7          | 1    | 110        |
| 複勝   | 6          | 6    | 340        |
| 複勝   | 9          | 4    | 200        |
| 馬単   | 7→6        | 6    | 1,500      |
| 馬連   | 6 - 7      | 5    | 1,330      |
| 枠連   | 6 - 6      | 5    | 1,250      |
| ワイド | 6 - 7      | 5    | 550        |
| ワイド | 7 - 9      | 3    | 280        |
| ワイド | 6 - 9      | 15   | 1,650      |
| 3連複  | 6 - 7 - 9  | 9    | 2,180      |
| 3連単  | 7→6→9      | 23   | 6,960      |

### データ
| 1000ｍ通過タイム  | 57.7秒（ジャックドール）     |
| 上がり4ハロン     | 46.1秒                       |
| 上がり3ハロン     | 34.7秒                       |
| 最速上がり3ハロン | 33.7秒（ジャスティンパレス） |

## エピソード

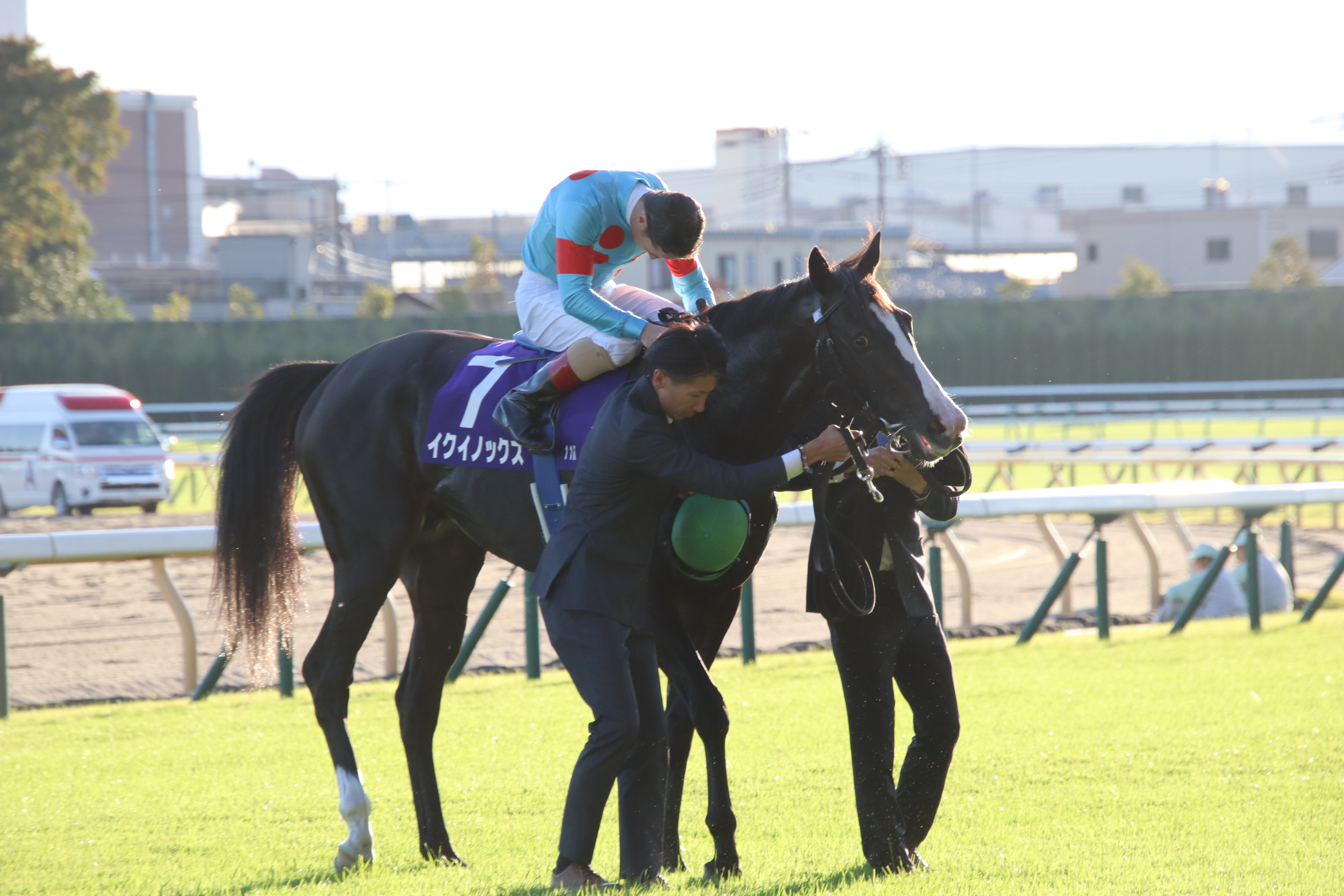
馬上から最敬礼を行うC.ルメール

- 国歌演奏及び発走ファンファーレは航空自衛隊の航空中央音楽隊が務め、昼休憩時間帯の生演奏も担当した[9]。
- 木村哲也調教師は前年の第166回天皇賞をイクイノックスで制して以来、2度目の天皇賞（秋）制覇。
- イクイノックスは第126回・第128回の勝者シンボリクリスエス、第160回・第162回の勝者アーモンドアイ以来、史上3頭目の連覇を達成した。
  - 父キタサンブラックは天皇賞3勝を記録しており、親子で天皇賞2勝以上を記録したのは史上初。
- レコード記録となった1分55秒2は、元々本競走のレコード記録であった第144回のトーセンジョーダンの1分56秒1を約1秒更新し、JRAレコードとなった。また1999年9月26日にチリ・クラブイピコ競馬場で開催された3歳G1ナシオナル・リカルド・ライオンにてクリスタルハウスが記録した1分55秒4をも更新し、芝2,000mの世界レコードを樹立した。
  - 0.9秒のレコード更新は、トーセンジョーダン（1.1秒）に次いで同レース史上2番目に大きい更新幅となった[注 1]
- 1着から4着までのタイムが従来のレコード記録を更新するJRAレコードであった。
- 競走後、勝利騎手のクリストフ・ルメールは貴賓席付近で馬を停止させ、天皇・皇后に対し馬上から最敬礼を行った。
- ルメールはアーモンドアイ・グランアレグリアでもGI5勝以上を挙げており、3頭の競走馬それぞれでGI5勝以上を挙げたのは武豊[注 2]に次いで史上2人目。3頭それぞれで芝GI5勝以上は史上初となる。
- この競走に与えられたレーディング123.5ポンドは、同年の中距離GⅠの中では世界最高値となった[10]

## テレビ・ラジオ中継
本競走のテレビ・ラジオ放送の実況担当者
- 日本放送協会（NHK）：大坂敏久（NHKグローバルメディアサービス出向）[11]
  - 解説：鈴木康弘（日本調教師会 名誉会長）
  - 番組司会：稲垣秀人（協会本部 メディア総局ラジオセンター）
  - パドック実況：黒住駿（仙台放送局）
- ラジオNIKKEI[注 3]：米田元気（東京本社）
- フジテレビ：立本信吾
  - 解説：松本ヒロシ（競馬エイト）
  - パドック実況兼勝利ジョッキーインタビュー：酒主義久
- 文化放送：高橋将市
  - 表彰式終了後の場内インタビュー：長谷川太
- ニッポン放送：洗川雄司
- アール・エフ・ラジオ日本：吉本靖
- MBSラジオ：来栖正之